# Cipriano Facchinetti
Cipriano Facchinetti (Campobasso, 13 gennaio 1889 – Roma, 17 febbraio 1952) è stato un giornalista e politico italiano, esponente del Partito Repubblicano Italiano, di cui fu segretario del partito, Ministro della difesa nel governo De Gasperi IV e nominato anche senatore di diritto durante la prima legislatura della Repubblica Italiana.

## Biografia
Cipriano Facchinetti nacque il 13 gennaio 1889, dalla calabrese Maria Pezzano e dal bergamasco Giovanni Facchinetti, agente di custodia delle carceri, a Campobasso, che abbandonò presto per trasferirsi insieme con la famiglia a Busto Arsizio. Nella sua vita visse anche a Milano, Roma, Trieste, in esilio a Parigi, Marsiglia e Lugano. Fu deputato, senatore, ministro, giornalista, presidente dell'ANSA, presidente dell'aeroporto della Malpensa.
Muore a Roma il 18 febbraio 1952, venendo sepolto nella tomba di famiglia a Busto Arsizio.

## Attività giornalistica
Iniziò la sua attività nel mondo del giornalismo a Varese, collaborando dapprima con il quotidiano Corriere democratico di Busto Arsizio e con Il Nuovo Ideale, per poi entrare presso Il Cacciatore delle Alpi di Varese, di cui divenne direttore nel 1910. Espresse su quelle colonne soprattutto le sue posizioni irredentiste, occupandosi inoltre di problemi inerenti ai diritti civili, di cui è esempio la campagna che intraprese nel 1911 a favore del divorzio. Più tardi passò al Secolo di Milano.
Ricopre le cariche di presidente della Federazione Nazionale Stampa Italiana dal 1945 al 1949, e quindi del consiglio d'amministrazione dell'agenzia di stampa multimediale ANSA, e nel 1950 direttore della stessa agenzia.

## Attività politica

### Dagli inizi al 1920
Iniziò giovanissimo il suo impegno politico nel Partito Repubblicano Italiano, con grandi idealità repubblicane. La tradizione garibaldina trovò in lui la più fulgida espressione. Nel 1911 quando i Malissori di Albania insorsero proclamando l'indipendenza nazionale, Ricciotti Garibaldi preparò una spedizione di camicie rosse per dare assistenza al movimento insurrezionale. La spedizione non poté avere luogo, ma Facchinetti si recò ugualmente a Trieste, e qui, nella redazione del giornale "Emancipazione", invitò una cinquantina di fidati compagni a trovarsi a Podgorica, dove infatti ne convennero una ventina, fra i quali molti irredenti, come il letterato Vaina, morto poi gloriosamente sul Carso e come Lamberto Duranti, garibaldino, caduto egli pure da valoroso nelle Argonne.
Con questi amici partì per l'Albania, costituendo così il gruppo italiano nella guerriglia fra le montagne. Quando scoppiò la guerra nei Balcani, accorse fra i primi nella Legione Repubblicana di Ricciotti Garibaldi, combattendo in Grecia. La sua vivace personalità politica cominciò ad affermarsi nel periodo che precedette il 1915. Coadiuvato da Corridoni, da Vidali e da altri, si prodigò a convincere il popolo della necessità di non restare estraneo allo storico conflitto. Accorso volontario in trincea, dopo otto mesi di guerra rimase gravemente ferito agli occhi durante un assalto all'Ermada nei pressi di Monfalcone, meritando la medaglia d'argento al valore. Grande invalido, divenne poi capo del Comitato d'Azione per la Resistenza fra invalidi di guerra, che, dopo la tragica ritirata di Caporetto, contribuì efficacemente alla resistenza eroica sul Piave in attesa della riscossa.

### Anni '20 e '30
Dopo l'Armistizio di Villa Giusti, diresse a Milano il giornale "L'Italia del Popolo" nel quale agitò le più importanti questioni politiche e sociali del tempo. Fu a fianco di Leonida Bissolati, propugnando una pace democratica e di giustizia. Con Bissolati e altri patrioti, fondò la Famiglia Italiana per la Lega di tutte le Nazioni.
Nel 1924 fu eletto deputato di Trieste nella lista del Partito Repubblicano Italiano. Tenace e saldo oppositore del fascismo, prese parte alla secessione aventiniana. Nel novembre del 1926 fu dichiarato decaduto dal mandato parlamentare e minacciato d'arresto. Prese allora la via dell'esilio, continuando in Francia la sua intensa attività politica e sociale.
Durante l'esilio prese parte alla costituzione del movimento trasversale antifascista Giustizia e Libertà. A Parigi si era trasferita anche la segreteria nazionale del Partito Repubblicano Italiano, di cui faceva parte. Il 7 ottobre 1928 firmò con Miguel de Unamuno e Eduardo Ortega y Gasset un patto sottoscritto dalle organizzazioni repubblicane spagnole e italiane per la difesa degli ideali comuni e la creazione di una futura federazione europea democratica. Dal febbraio 1935 all'aprile 1938 fu segretario nazionale del PRI; fino al luglio 1936 collegialmente con Mario Angeloni e poi da solo.
Contemporaneamente, ricoprì un ruolo di vertice nell'ambito della massoneria, essendo stato nominato, nel 1931, alla carica di Primo Sorvegliante nel Consiglio dell'Ordine del Grande Oriente d'Italia in esilio; era affiliato alla Loggia "Eugenio Chiesa" di Parigi.

### Anni '40 e '50
Nel 1943, trovandosi a Marsiglia, fu arrestato dai tedeschi e condotto a Roma al carcere di Regina Coeli, fino al 25 luglio. Liberato, in seguito alla caduta del fascismo, dopo l'8 settembre dovette riprendere la via dell'esilio, essendo ricercato dalla polizia, e si rifugiò in Svizzera. Di lì prese parte attiva alla lotta partigiana. Nel 1944, con la liberazione dell'Italia meridionale e centrale, ritornò a Roma. Divenne poi uno dei maggiori esponenti della vita politica del paese.

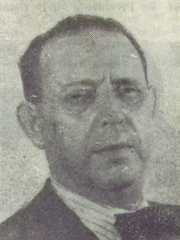
Facchinetti nel 1946

Nel 1946 fu designato membro della Consulta Nazionale, in rappresentanza del Partito Repubblicano. Il 28 giugno fu candidato dal suo partito per l'elezione del capo provvisorio dello Stato, collocandosi subito dopo il neoeletto Enrico De Nicola.
Nello stesso anno assunse il dicastero della guerra nel secondo governo De Gasperi, e fu ministro della Difesa nel quarto governo De Gasperi.
Nel XIX congresso del Partito Repubblicano Italiano, svoltosi nel gennaio 1947, si schierò con quel settore che chiedeva l'allontanamento del Partito Comunista Italiano dalla compagine governativa, opponendosi alla posizione più conciliante di Randolfo Pacciardi. Ma nel novembre di quello stesso anno si fece promotore, insieme con Vittorio Emanuele Orlando, Francesco Saverio Nitti e Ivanoe Bonomi, di un ordine del giorno a favore di un governo di Unione Democratica.
Eletto deputato nella Costituente, nel collegio unico nazionale, fu poi nominato senatore di diritto.

## Inno di Mameli
Storia curiosa è quella che lega l'Inno di Mameli a Cipriano Facchinetti; nel Consiglio dei ministri del 12 ottobre 1946, fu proprio lui che propose come inno per il giuramento delle Forze armate italiane di quell'anno, in qualità di Ministro della Guerra, il "Fratelli d'Italia". La nuova formula del giuramento sarebbe stata sottoposta all'Assemblea Costituente, insieme ad uno schema di decreto con indicazione di usare come inno provvisorio nazionale proprio l'inno di Mameli.